# Smeedijzer

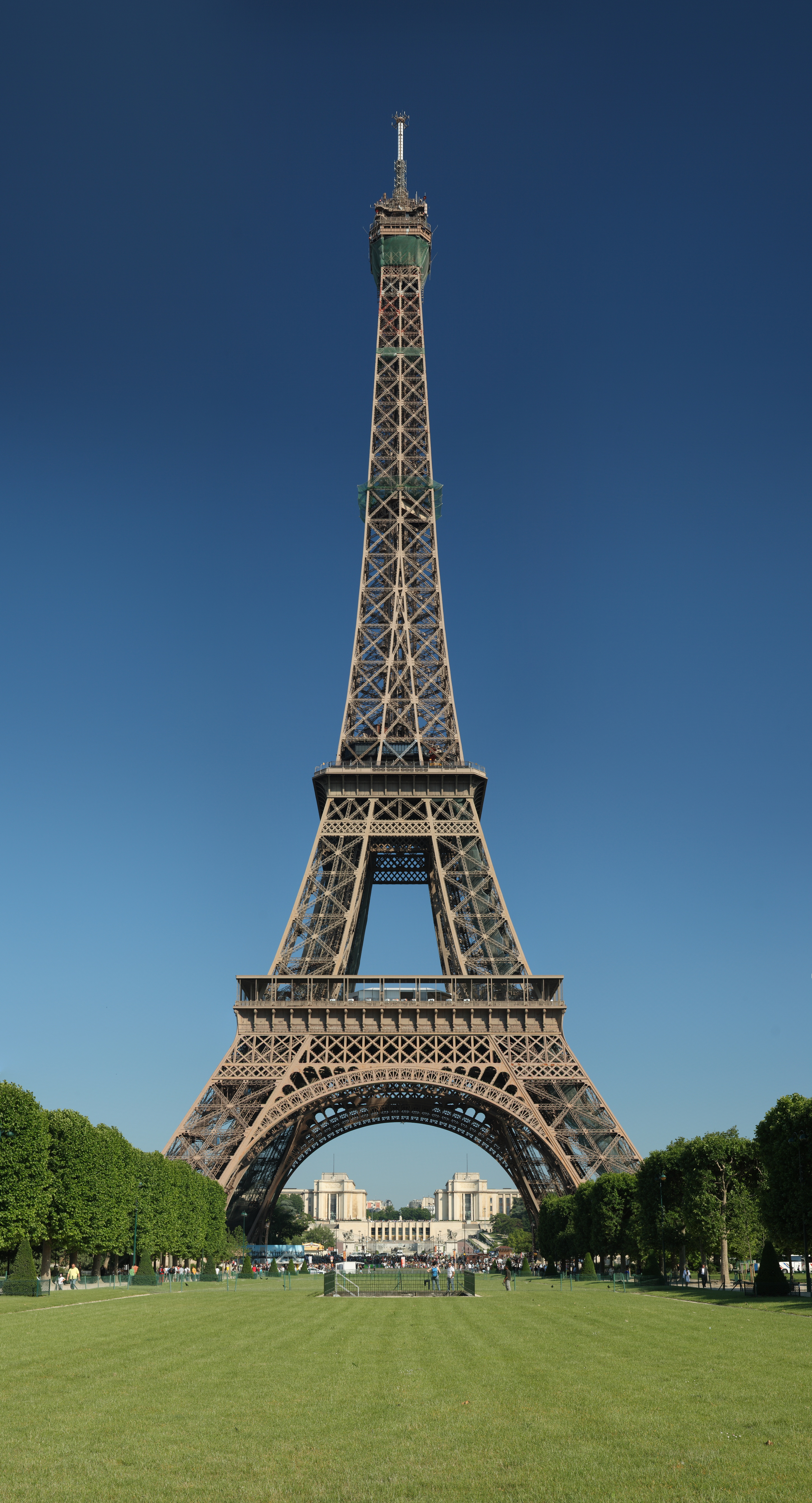
De Eiffeltoren bestaat bijna volledig uit smeedijzer. Alleen de vier voetstukken van de poten zijn van gietijzer.

Smeedijzer is een ijzerlegering met minder dan 0,05% koolstof. Van smeedijzer worden producten gemaakt door het te smeden.
Het ijzer wordt door een smid in een steenkolenvuur verhit en daarna tot de juiste vorm gehamerd en gebogen. Dit ambachtelijk productieproces resulteert in een materiaal met een veel betere treksterkte dan gietijzer, maar met een wat lagere druksterkte. In feite is dit een ambachtelijke methode om staal te maken.
Het hameren van de smid had niet alleen met vormgeving te maken, maar ook met verwijdering van erts en slak en verbranding aan lucht van overtollige koolstof. Ook nu nog zijn er ambachtelijke smeden, die dikwijls als hobby en vooral voor decoratieve doeleinden nog sierpoorten, hekwerk, schoorsteenkappen, hoefijzers en dies meer ambachtelijk smeden.